# یوشیکا، شیمانه
یوشیکا، شیمانه (به لاتین: Yoshika, Shimane) یک منطقهٔ مسکونی در ژاپن است که در استان شیمانه واقع شده‌است. یوشیکا  ۷٬۵۶۳ نفر جمعیت دارد.